# 維爾納·蘭德格拉夫
| 3683 Baumann  | 1987年6月23日 |
| 4349 Tibúrcio | 1989年6月5日  |
| 4378 Voigt    | 1988年5月14日 |
| 7696 Liebe    | 1988年5月10日 |
| 9938 Kretlow  | 1988年5月14日 |
| 17412 Kroll   | 1988年5月24日 |
| 29148 Palzer  | 1988年5月10日 |

維爾納·蘭德格拉夫（德語：Werner Landgraf，1959年7月29日—）是一名德國天體物理學家和小行星發現者。

## 生平
蘭德格拉夫於1977年在錫根大學攻讀物理學，並從事他的第一個天文專案。他最早的工作深受布萊恩·馬斯登和維克多·紹爾（Victor Shor）的啟發。兩年後，他加入哥廷根大學天體物理學系。在那裡，他發表了他的論文《用於分析恆星光譜的大氣模型和線剖面的計算》。1983年畢業後，他在漢斯-海因里希·沃伊特的指導下，撰寫論文《哈雷彗星的非引力》，一直研究到1988年。
1986年，蘭德格拉夫獲得錫根大學的教職。除了主要講授天文學與天體物理學外，他也主講太陽系天體及其運動、相對論與宇宙學。

## 研究工作
蘭德格拉夫的工作主要涉及驗證和確定參考系的天文常數、行星質量、非引力以及驗證太陽系內的引力定律。他開發並改進辨識和計算太陽系內不同天體軌道的方法。在這項工作中，他忙於研究許多微型行星，並著重於近地天體、彗星，其長期動態，以及小行星和彗星的觀測。
他還發明了一種消除定位較亮彗星系統誤差的方法，使哈雷彗星的預測更加準確。重新計算哈雷彗星到公元前2317年的路徑，證實希臘人在公元前466年已經看見這顆彗星。
他在歐洲南天天文台（ESO）位於智利北部的拉西亞天文台發現了7顆小行星，包括小行星3683、小行星4378（以漢斯-海因里希·沃伊特命名）、小行星9938及小行星4349。

## 榮譽
小行星3132以蘭德格拉夫的名字命名。

## 外部連結
- Arbeiten von Werner Landgraf (SAO/NASA Astrophysics Data System / ADS)